# WR 134
WR 134位於天鵝座，是一顆距離地球大約6,000光年的變星，並被來自恆星自身的高速恆星風和強烈輻射吹出的微弱氣泡星雲包圍著的沃爾夫-拉葉星。它的半徑是太陽的5倍，但是由於表面的溫度超過63,000 K，導致光度是太陽的400,000倍。
WR 134 是1867年在天鵝座觀測到的3顆光譜在連續的譜帶中有強烈的發射線，而不是常見的吸收線組成。它們是天文學家沃夫和瑞葉發現的第一批外觀不尋常，並以發現著的名字命名的沃爾夫-拉葉星。它是氮序列的沃夫-瑞葉星，同時發現的另外2顆（WR 135和WR 137）都是碳序列的成員，並且都有OB型的夥伴。WR 134的光譜中有N III和NIV的發射線，分別比NV的發射量高2倍和5倍，因此光譜型為WN6。  光譜中也有強的HeII發射線和較弱的HeI和CIV發射線。
WR 134被歸類為大陵五型食變星，並被命名為天鵝座V1769，但是變光沒有很嚴謹的週期性，光度的變化在數小時到數天的時間尺度上。已經多次搜尋它的伴星；Morel報告了2.25天得主週期，但認為這些變化是由於自轉調制，而不是伴星的影響。魯斯塔莫夫（Rustamov）建議用K-M矮星伴星的1.887天軌道週期，但具有額外的光學變化。
從WR 134也檢測到硬和軟X射線，但來源沒有獲得充分的解釋。發射物不能與預期中的恆星溫度相匹配，也不能滿足星風互撞聯星。兩顆高溫恆星，和像是中子星或低溫矮星等任何緻密天體，都位於不太可能的軌道。
WR 134距離WR135不到1度，它們被認為都在天鵝座OB3星協內，且與地球有大致相同的距離，因而有所關聯。當其中一顆或兩顆都在主序帶時，位於同一個氫殼中，認為被從星際物質中捲走。這個氫殼的寬度超過40秒差距，和有大約1,830 M☉的氫。目前還不清楚兩顆星中是哪一顆負有製造外殼的主要責任。

## 外部連結
- NASA Astronomy Picture of the Day: WR 134 Ring Nebula (21 June 2012)
- Wolf Rayet shells （页面存档备份，存于）
- NOAO page （页面存档备份，存于）